# Nunciatura Apostólica en Andorra
La Nunciatura apostólica en el Principado de Andorra es la embajada de la Santa Sede en Andorra. Es una oficina diplomática de la Santa Sede, cuyo representante se llama Nuncio apostólico y tiene rango de embajador.
Aún siendo un país independiente, el territorio de Andorra ha pertenecido tradicionalmente a la Diócesis de Urgel, siendo su organización eclesiástica realizada a través del obispo de Urgel que es a su vez uno de los copríncipes de Andorra.
La Nunciatura Apostólica en Andorra es de muy reciente creación, fue establecida el 16 de junio de 1995. Es habitualmente ejercida por el mismo representante que recibe la Nunciatura Apostólica en España y, hasta el momento, la residencia oficial del nuncio apostólico se mantiene en Madrid (España).

## Nuncios Apostólicos
- Lajos Kada (6 de marzo de 1996 - 15 de febrero de 2000)[1]

Húngaro. Nuncio apostólico en España desde el 22 de septiembre de 1995. Ejerció como nuncio apostólico en España y Andorra hasta su jubilación el 15 de febrero de 2000.
- Manuel Monteiro de Castro (1 de marzo de 2000 - 3 de julio de 2009)

Portugués. El 1 de marzo de 2000 es nombrado nuncio apostólico para el Reino de España y para el Principado de Andorra. El 3 de julio de 2009 es elegido secretario de la Congregación para los Obispos.
- Renzo Fratini (20 de agosto de 2009 - 4 de julio de 2019)

Italiano. El 20 de agosto de 2009 es nombrado nuncio apostólico para el Reino de España y para el Principado de Andorra. Hasta 2016 también será el observador de la Santa Sede para la Organización Mundial del Turismo. El 4 de julio de 2019 se jubila.
- Bernardito Auza (1 de octubre de 2019 - 22 de marzo de 2025)

Filipino. El 1 de octubre de 2019 es nombrado nuncio apostólico para el Reino de España y para el Principado de Andorra. El 22 de marzo de 2025 se le retira del puesto para nombrarlo nuncio apostólico en la Unión Europea.